# Sunny Murray
Pour les articles homonymes, voir Murray.
James Marcellus Arthur Murray, dit Sunny Murray, est un batteur américain de jazz, né le 21 septembre 1936 à Idabel (Oklahoma) et mort à Paris le 7 décembre 2017.

## Biographie
Sunny Murray s'installe à New York en 1957 et travaille avec des musiciens traditionnels comme Henry Red Allen ou Willie "The Lion" Smith avant d'intégrer le trio de Cecil Taylor en 1960. On l'entend aussi aux côtés de John Coltrane, Ornette Coleman ou Archie Shepp.
Après quelques tournées et courts séjours au Danemark dans les années 1960, il s'installe en France de 1968 à 1972. Au cours de ces séjours en Europe, il joue avec Albert Ayler, Alan Silva, Lester Bowie, Dave Burrell, Fred Hopkins mais aussi Michel Portal, Barney Wilen ou la saxophoniste Nelly Pouget. De retour à New York, il prend part au Loft Movement, avant de cesser toute pratique professionnelle de la musique de 1979 à 1987. En 1989 il revient en France, enseigne à l'IACP et joue et enregistre avec le saxophoniste Richard Raux, le pianiste Curtis Clark, Misha Mengelberg et David Murray.
Sunny Murray fait partie de la vague de musiciens noirs américains partis en direction de la France à la fin des années 1960. Ces musiciens ont fait le choix de quitter une Amérique hostile pour gagner une Europe nettement plus ouverte à l'avant-garde. Son jeu est l'une des premières pierres de l'édifice du free et a apporté beaucoup au niveau de la considération de l'instrument au sein de la formation.

## Discographie partielle

### Leader
- 1965 : Sonny's Time now
- 1966 : Sunny Murray[2]
- 1969 : Hommage to Africa
- 1969 : Big Chief
- 1969 : Sunshine
- 1970 : An Even Break (Never Give a Sucker)
- 1979 : Aigu / Grave - Marge 11
- 1979 : Live at Moers Festival
- 1980 : Jump up/what to do about Jimmy Lyons & SUNNY MURRAY TRIO
- 1994 Homework[3] avec Bob Dickey, Robert Andreano
- 1995 : 13 Steps on Glass
- 1998 : We are not at the opera [with Sabir Mateen]
- 1999 : Change Of The Century Orchestra [ with Khan Jamal and Romulus]
- 2004 : Home Cooking in the UK
- 2005 : Perles Noires Vol. I & II
- 2007 The Gearbox Explodes![4] avec John Edwards, Tony Bevan
- 2011 : I Stepped Onto A Bee[5]

### Collaborations
- 1962 : Cecil Taylor - Nefertiti
- 1964 : Albert Ayler - Albert Smiles with Sunny
- 1964 : Archie Shepp - Consequences
- 1976 : David Murray - Wild Flowers, the New York Loft Jazz Sessions
- 1996 Corona[6] avec Cecil Taylor
- 2000 Live at Glenn Miller Café[7] avec Arthur Doyle
- 2002 Ode to Albert Ayler[8] avec Mark O'Leary
- 2002 Sonic Liberation Front Meets Sunny Murray[9]
- 2004 : Gilles Torrent - Désert de sel
- 2007 intercommunal dialogue 1&2[10] avec François Tusques